# 長岡市営陸上競技場
長岡市営陸上競技場（ながおかしえいりくじょうきょうぎじょう）は、新潟県長岡市緑町にある陸上競技場。

## 歴史
日産化学工場の用地の一部を買収して建設され、1976年（昭和51年）6月に第3種公認の競技場としてオープン。その後、第2種公認に向けてメーンスタンドが建設され、1981年（昭和56年）に完成した。
周辺には陸上競技場の建設とあわせて信濃川河川公園が整備され、1975年（昭和50年）にオープンした。

## 交通
- 越後交通 中央循環バス、技大・ニュータウン線「大手大橋西詰」バス停より徒歩約2分。
- 越後交通「イオン長岡店前」バス停より徒歩約3分。